# Wolfgang Schoeller
Wolfgang Schoeller (* 6. Januar 1943; † 3. Mai 2021) war ein deutscher Politikwissenschaftler.

## Leben

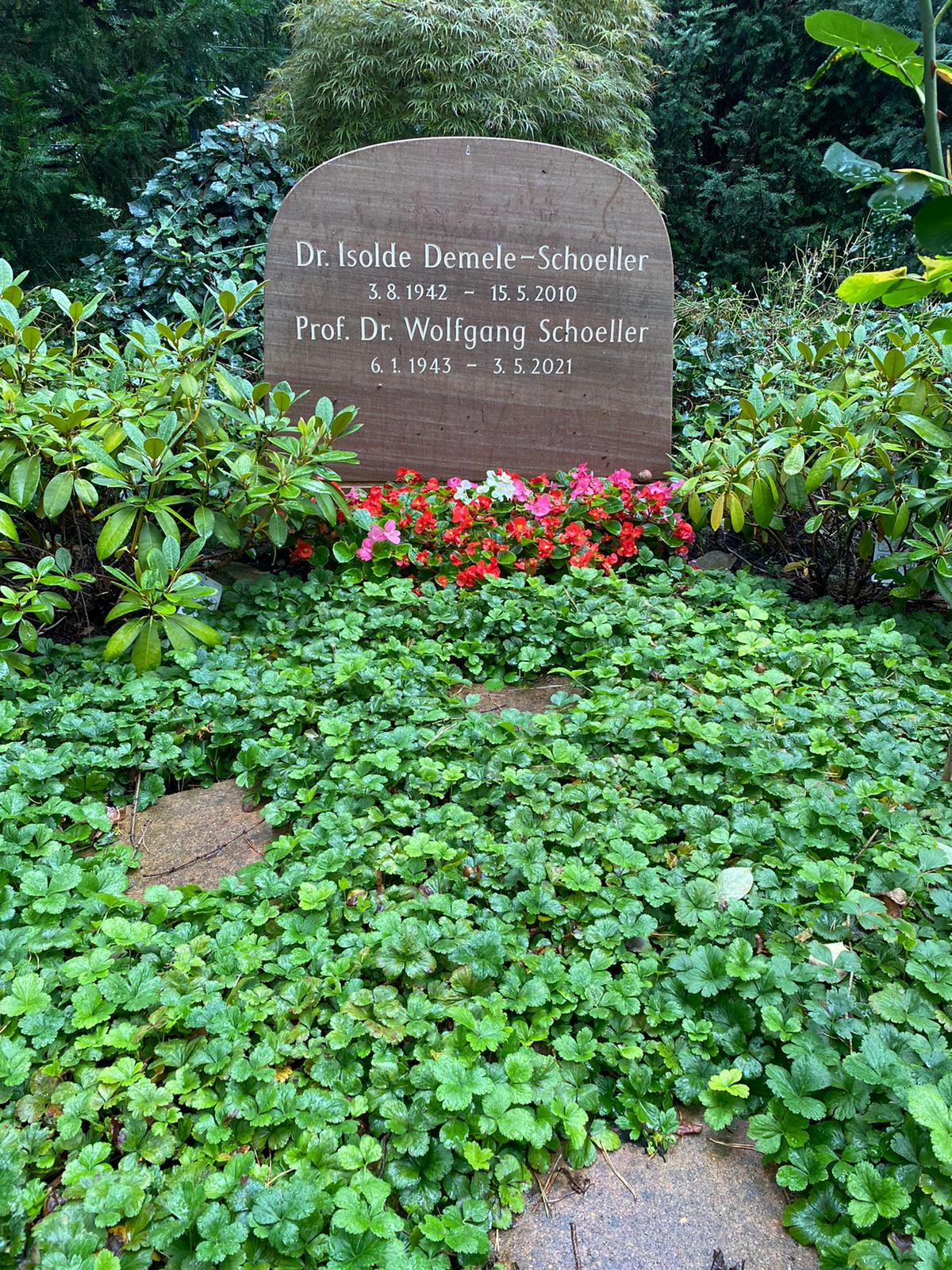
Grabstätte auf dem Waldfriedhof Dahlem

Schoeller war nach seinem Studium der Politischen Wissenschaft ab 1971 zunächst als Assistent am Berliner Otto-Suhr-Institut tätig. Er war in dieser Zeit Mitglied der Sozialistischen Assistenzelle (SAZ). 1979 habilitierte sich Schoeller an der Universität Hannover. Er lehrte in Portugal, Tansania und Mosambik und gehörte schließlich ab 1985 der Hamburger Hochschule für Wirtschaft und Politik an, wo er 1993 die Berufung auf die Professur für klassische Ökonomie, Außenhandelstheorie und nachholende Industrialisierung erhielt. 2008 ging er in Pension.
Zu seinen Themenschwerpunkten gehörten der Welthandel und Politische Ökonomie. Er gehörte zu den Mitbegründern der PROKLA und war als Autor für diese tätig. Schoellers Promotion erschien 1976 in der von der EVA verlegten Reihe Politische Ökonomie – Geschichte und Kritik mit dem Titel Weltmarkt und Reproduktion des Kapitals und ist ein Beitrag zur damaligen Debatte um die Rekonstruktion der Kritik der Politischen Ökonomie.
Schoeller gehörte bis zuletzt dem Beirat der PROKLA an. Sein Grab befindet sich auf dem Waldfriedhof Dahlem. Er war verheiratet und Vater einer Tochter.

## Schriften (Auswahl)
- Die offene Schere im Welthandel – und wie sie zu schließen ist. Distel-Verlag, Heilbronn 2000, ISBN 978-3-929348-32-3.
- Mii Isolde Demele und Roald Steiner: Modernisierung oder Marginalisierung. Investierbarer Überschuss und kulturelle Transformation als Grundlagen der Entwicklung. Brandes u. Apsel, Frankfurt am Main 1989, ISBN 978-3-925798-44-3.
- Weltmarkt und Reproduktion des Kapitals. Europäische Verlagsanstalt, Frankfurt am Main, Köln 1976, ISBN 978-3-434-30170-7.
- Mit Klaus Busch und Frank Seelow: Weltmarkt und Weltwährungskrise, Gruppe Arbeiterpolitik, Bremen 1971.